# Charles de Bovelles
Charles de Bovelles (em latim: Carolus Bovillus; Saint-Quentin, ca. 1475 - Ham, Somme, após 1566) foi um matemático e filósofo francês, cônego de Noyon. Seu livro Géométrie en françoys (1511) foi o primeiro trabalho científico impresso na França.

## Obras

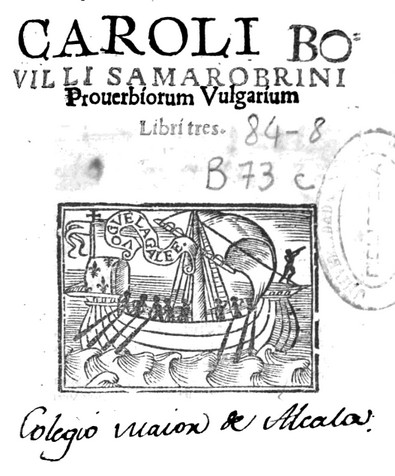
Proverbiorum vulgarium

- In artem oppositorum introductio, 1501;
- Metaphysicae introductorium, 1503;
- De constitutione et utilitate artium, ca. 1510;
- Quae in hoc volumine continentur: Liber de intellectu. Liber de sensibus. Liber de generatione. Libellus de nihilo. Ars oppositorum. Liber de sapiente. Liber de duodecim numeris. Philosophicae epistulae. Liber de perfectis numeris. Libellus de mathematicis rosis. Liber de mathematicis corporibus. Libellus de mathematicis supplementis, 1510 (Repr. 1970);
- Dominica Oratio tertrinis ecclesiastice hierarchie ordinibus particulatim attributa et facili explanata commentario, 1511;
- In hoc opere contenta: Commentarius in primordiale Evangelium divi Joannis. Vita Remundi eremitae. Philosophicae aliquot Epistolae, 1511;
- Physicorum Elementorum libri decem denis capitibus distincti, quae capita denis sunt propositionibus exornata, unde libri sunt decem, capita centum, propositiones mille, 1512;
- Questionum theologicarum libri septem, 1513;
- Theologicarum Conclusionum libri decem, 1515;
- Responsiones ad novem quaesita Nicolai Paxii, 1520;
- Aetatum mundi septem supputatio, 1520;
- In hoc opere contenta: Liber cordis. Liber propriae rationis. Liber substantialium propositonum; Liber naturalium sophismatum. Liber cubicarum mensularum, 1523;
- Divinae Caliginis liber, 1526;
- Opus egregium de voto, libero arbitrio ac de differentis orationis, Paris 1529; Proverbiorum vulgarium libri tres, 1531;
- De Laude Hierusalem liber unus. Eiusdem de laude gentium liber I. De Concertatione et area peccati liber I. De Septem vitiis liber I, 1531;
- De Raptu divi Pauli libellus, auctus ab eius epistula ad fratrem Innocentium Guenotum, in Caelestinesium monarchorum ordine Deo militantem. Eiusdem de Prophetica Visione liber, 1531;
- Liber de differentia vulgarium linguarum et gallici sermonis varietate, 1533;
- Agonologia Christi, 1533;
- Dialogi tres de Animae immortalitate, Resurrectione, Mundi excidio et illius instauratione, 1552;
- Geometricum opus duobus libris comprehensum, 1557;
- Praxilogia Christi quatuor libris distincta. o. J.